# Incident de Donauwörth
L'incident de Donauwörth est un incident qui a eu lien en 1606 à Donauwörth dans un contexte de tension religieuse entre luthériens et catholiques allemands (nombreuses révoltes dans les villes-États de 1595 à 1618) et qui peut être considéré comme un prélude à la guerre de Trente Ans.
Selon les accords d'Augsbourg, un certain nombre de ville-États de l'Empire étaient exclues du principe selon lequel la religion du prince s'imposait à ses sujets (Cujus regio, ejus religio). Catholiques et luthériens de Donauwörth bénéficiaient de cette égale tolérance.
En 1606, la procession catholique est attaquée par la foule protestante le 25 avril, jour de la Saint-Marc. Le commissaire impérial envoyé par l'empereur Rodolphe ne put obtenir le retour de la liberté du culte. La ville fut mise au ban de l'Empire, et l'empereur chargea le duc de Bavière Maximilien de l'exécution de la sentence. Le duc prit la ville et s'empressa d'y interdire le culte protestant. L'acte était illégal car Donauwörth faisait partie du cercle de Souabe et il appartenait au duc de Wurtemberg, Frédéric d'intervenir. Mais Frédéric était lui-même protestant.
Cet incident est à l'origine du raidissement des princes protestants, et donc de l'échec de la Diète de Ratisbonne de 1608. Cet enchaînement conduisit à la création de l'Union évangélique, et par réaction à la Ligue catholique